# Lophojoppa tonantina
Lophojoppa tonantina là một loài tò vò trong họ Ichneumonidae.